# Январь 2008 года

Список событий января 2008 года.

## Важнейшие события
Этот раздел включается в статью 2008 год. Здесь должны быть размещены важнейшие события января 2008 года
- 1 января — Мальта, Кипр и Акротири и Декелия вошли в еврозону (ввели евро).
- 1 января — председателем Евросоюза становится Словения.
- 4 января — из-за политической международной напряжённости и убийства 4 французских туристов 24 декабря 2007 года, Ралли «Дакар-2008» отменены.
- 5 января — президентские выборы в Грузии.
- 14 января — зонд «MESSENGER» делает первый пролёт вблизи Меркурия, на орбиту же вокруг планеты он выйдет только 18 марта 2011 года.
- 20 января — 1-й тур президентских выборов в Сербии.
- 23—27 января — в швейцарском Давосе состоялся Всемирный экономический форум, на котором, в частности, было официально признано, что мировая экономика переживает финансовый кризис.

## Все события
Январь 2008
- 1 января:
  - Мальта и Кипр вошли в «еврозону», сменив свои национальные валюты мальтийскую лиру и кипрский фунт на евро.
  - Иркутская область и Усть-Ордынский Бурятский автономный округ объединены в единый субъект РФ — Иркутскую область.
  - В Венесуэле вступила в силу денежная реформа, суть которой в деноминации в 1000 раз местной валюты — боливара VEF.
  - В Португалии, Франции и штатах США — Иллинойсе и Аризоне — запрещено курение во всех общественных местах (включая бары и рестораны).
- 2 января
  - Цены на нефть впервые в истории достигли отметки в 100$ за баррель[1].
  - Открыт новый горнолыжный центр «Красная Поляна», близ города Сочи, Краснодарский Край.
- 3 января:
  - Болгарское грузовое судно «Ванесса» затонуло в Азовском море, в 30 километрах от Керченского пролива.
  - Умер российский актёр Александр Абдулов.
  - Цена на золото достигла новой рекордной отметки 865,35 долларов за тройскую унцию, побив предыдущий максимум, достигнутый 21 января 1980 года[2].
  - В Диярбакыре (Турция) взорвался заминированный автомобиль, погибли 4 человека и ещё 68 ранены. Полиция заподозрила в причастности к взрыву курдских повстанцев.
- 4 января
  - Ралли «Дакар-2008» впервые в своей истории отменено «из соображений безопасности».
  - В восточной части Северной Ирландии происходит снежная буря, за час выпало 8 дюймов снега.
- 5 января
  - Внеочередные выборы президента Грузии. Победил Михаил Саакашвили.
- 6 января
  - Землетрясение в Греции силой в 6,5 баллов по шкале Рихтера с эпицентром в 150 километрах на юго-запад от Афин.
- 7 января
  - Появилась поисковая система Search Wikea[3], которая должна стать конкурентом и впоследствии опередить такие большие поисковые системы-гиганты, как Google и Yahoo.
- 9 января
  - Согласно данным космического аппарата SWIFT, произошёл мощнейший из всех когда-либо наблюдавшихся ранее гамма-всплесков.
- 11 января:
  - Умер сэр Эдмунд Хиллари, первый покоритель Джомолунгмы.
  - Государственная дума пятого созыва собралась на первое в 2008 году заседание.
- 12 января
  - В ДТП погиб Геннадий Бачинский, известный продюсер и шоу-мэн, ведущий радио «Маяк», программы «Правила съёма».
  - Из-за густого тумана к юго-востоку от Скопье (Македония) терпит крушение военный Ми-8. Все 11 человек на борту погибли.
- 14 января
  - Мимо Меркурия пролетел MESSENGER, космический аппарат НАСА.
- 15 января:
  - В возрасте 25 лет умер американский киноактёр Брэд Ренфро.
  - FDA разрешило производство и продажу продуктов, полученных от клонированных животных.
  - Федеральный суд Австралии предписывает японской китобойной компании приостановить китобойный промысел в пределах исключительной экономической зоны (ИЭЗ) Австралии.
- 17 января:
  - Подполковник ФСИН Василий Хитрюк осуждён за шпионаж в пользу Литвы.
  - В Рейкьявике в возрасте 64 лет умер 11-й чемпион мира по шахматам Бобби Фишер.
  - Боинг 777, принадлежащий Бритиш Эйрвейз, при посадке в лондонском аэропорту Хитроу немного не долетает до взлётно-посадочной полосы. Из 152 человек на борту пострадали 47. Пилоты, совершившие аварийную посадку, предотвратили таким образом страшную авиакатастрофу[4].
- 21 января
  - Умерла 89-летняя Мэри Смит Джонс из Анкориджа (Аляска), последняя носительница эякского языка (семья на-дене), одного из языков североамериканских индейцев.
- 22 января
  - В возрасте 28 лет умер австралийский киноактёр Хит Леджер.
- 25 января:
  - В Санкт-Петербурге в возрасте 80 лет умер русский актёр Игорь Борисович Дмитриев.
  - В Москве арестован Семён Могилевич главарь ряда преступных группировок.
  - Пожар в отеле «Монте-Карло» в Лас-Вегасе.
- 26 января
  - Мария Шарапова выиграла Открытый чемпионат Австралии по теннису, победив в финале Ану Иванович со счётом 7:5, 6:3
- 27 января:
  - Умер основоположник советской и российской трансплантологии, академик В. И. Шумаков.
  - Умер Мухаммед Сухарто, бывший президент Индонезии.
  - В Назрани задержаны более сорока участников массовых беспорядков, произошедших в городе.
  - Михаилу Касьянову Центризбирком отказал в регистрации в качестве кандидата на пост Президента России из-за большого количества фальсифицированных подписей.
- 28 января:
  - Во Владивостоке совершено покушение на вице-губернатора Приморского края Сергея Сопчука.
  - Недалеко от Афин в возрасте 69 лет скончался предстоятель Элладской православной церкви архиепископ Христодул.
- 29 января:
  - Вблизи от Земли пролетел астероид TU24.
- 31 января:
  - Индия и некоторые страны Ближнего Востока и Северной Африки оказались отключёнными от сети Интернет в результате повреждения кабелей связи FLAG Europe-Asia и Sea-ME-We-4, проложенных по дну Средиземного моря.